# Порион, Шарль
Шарль Порион (фр. Charles Porion; полное имя:  Луи Этьен Шарль Порион фр. Louis Étienne Charles Porion; 1 мая 1814[…], Амьен — 1908, Париж) — французский художник, многие годы работавший в Испании.

## Биография
Будущий художник родился в 1814 году в Амьене, главном городе исторической французской области Пикардия. Его двоюродный брат, Луи Порион (полное имя: Луи Рене Дезире Порион, 1805—1858) в дальнейшем стал мэром города Амьена. Шарль Порион учился живописи у Мишеля Мартена Дроллинга и Жана Огюста Доминика Энгра. В 1840 году получил Римскую премию второй степени. С 1844 по 1868 год регулярно выставлял свои картины на Парижском салоне, получил бронзовую медаль Салона в 1844 году.
Около 1843 года Порион впервые отправился в Испанию, где создал ряд жанровых сцен с ориентальным колоритом, за одну из которых — «Танцоры в Гранаде» и получил в следующем году бронзовую медаль. Ныне эта работа хранится на родине художника в музее Пикардии в Амьене.
После своего успеха в Париже, художник, по совету своего учителя Энгра, снова уехал в Испанию. Там он копировал в мадридском музее Прадо ряд работ старых мастеров, в первую очередь, знаменитые работы Диего Веласкеса, в том числе такие, как «Сдача Бреды» и «Кузница Вулкана». В дальнейшем Порион совершил путешествие по различным областям Испании, в том числе, по Андалусии и Валенсии, создавая жанровые сцены.
Около 1865 года Порион вновь отправился в Испанию, где правящая королева Изабелла II заказала ему свой портрет в мундире генерал-капитана (фельдмаршала и главнокомандующего армией) верхом в окружении избранных генералов. Результатом этого заказа стали два впечатляющих групповых портрета, которые были необычны тем, что Порион, вероятно, по желанию королевы, разместил на них сразу всех её ключевых приближенных и фаворитов, как живых к тому моменту, так и покойных: генералов Кастаньоса (к тому времени уже умершего), Эспартеро (находившегося в отставке), Нарваэса и О'Доннелла, а также некоторых других. Более крупная версия портрета сегодня хранится в музее Прадо, уменьшенная версия, на которой изображено меньше персонажей — в Музее эпохи романтизма, также в Мадриде.
В дальнейшем Порион создал ещё один известный конный портрет, приуроченный к Всемирной выставке 1867 года, на котором по парижскому проспекту на фоне арки на площади Карусель верхом дефилирует император Наполеон III, а компанию ему составляют русский царь Александр II, австрийский император Франц-Иосиф, кайзер Вильгельм I, египетский хедив Исмаил-паша и Леопольд II, король Бельгии. Ныне этот портрет хранится во Франции, в расположенном в Компьенском дворце Музее Второй империи.
Среди других известных работ Пориона можно назвать портрет французского национального героя дивизионного генерала Лазара Гоша, запечатлённого в ходе битвы при Кибероне, где он решительно сбросил в море вандейский десант.
На всём протяжении карьеры Пориона, его отличала довольно неординарная манера письма, в частности, своеобразная и узнаваемая колористика. Финальный этап его карьеры известен плохо. Порион скончался в Париже в 1908 году.

## Галерея

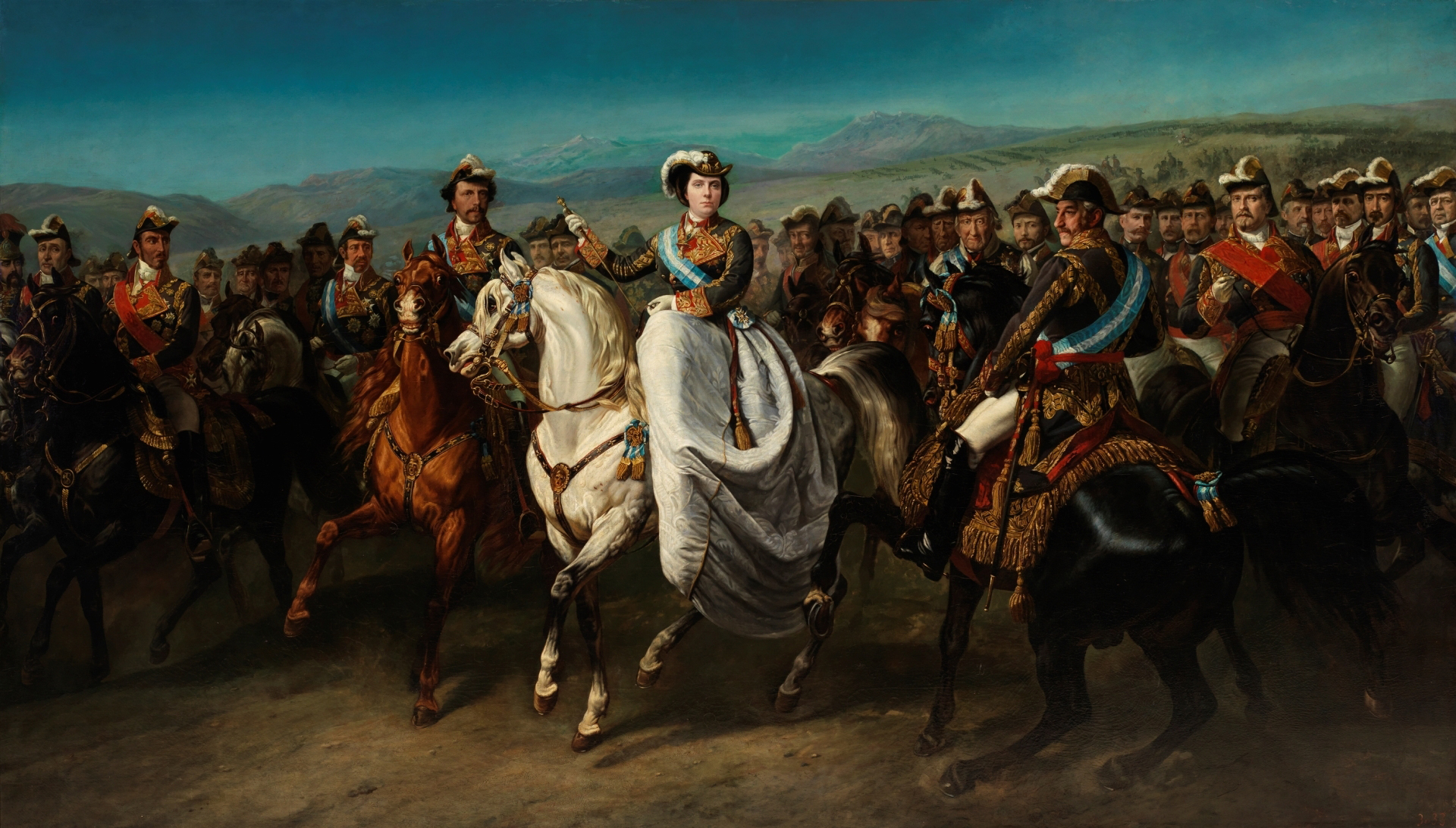
Королева Испании Изабелла II в сопровождении принца-консорта и избранных генералов (Эспартеро, Кастаньоса, Нарваэса, О'Доннелла и других). Музей Прадо, Мадрид.
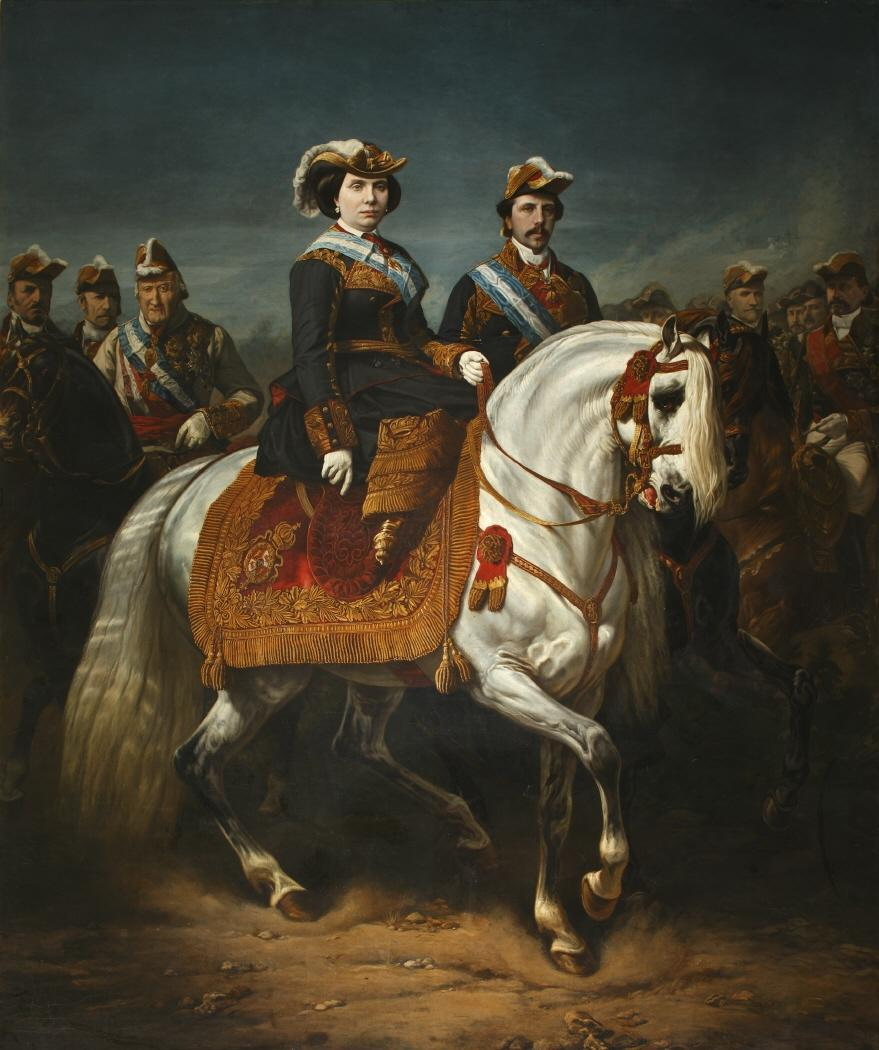
Королева Испании Изабелла II в сопровождении принца-консорта и избранных генералов. «Малая версия». Музей эпохи романтизма (Мадрид).
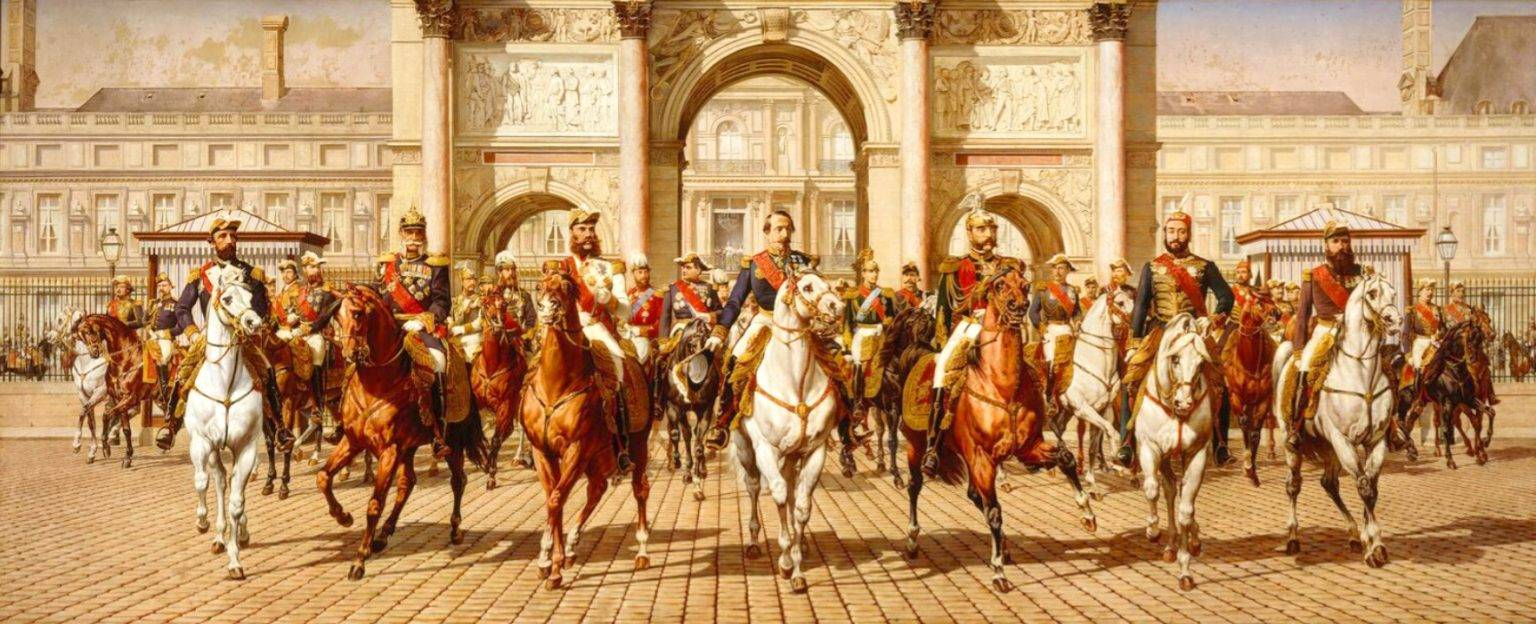
Наполеон III, Александр II Освободитель, Франц-Иосиф, кайзер Вильгельм I, египетский хедив Исмаил-паша и Леопольд II (король Бельгии) в Париже во время Всемирной выставки 1867 года на фоне арки на площади Карусель. Компьенский дворец, Музей Второй империи.
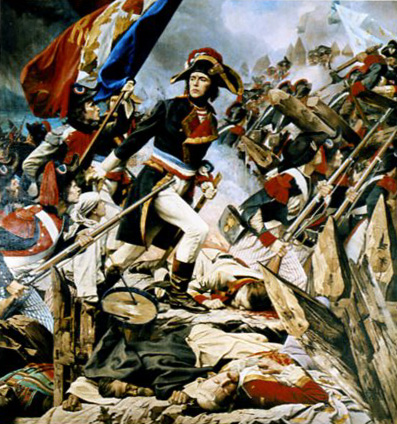
Генерал Лазар Гош в битвы при Кибероне. Ратуша Версаля.
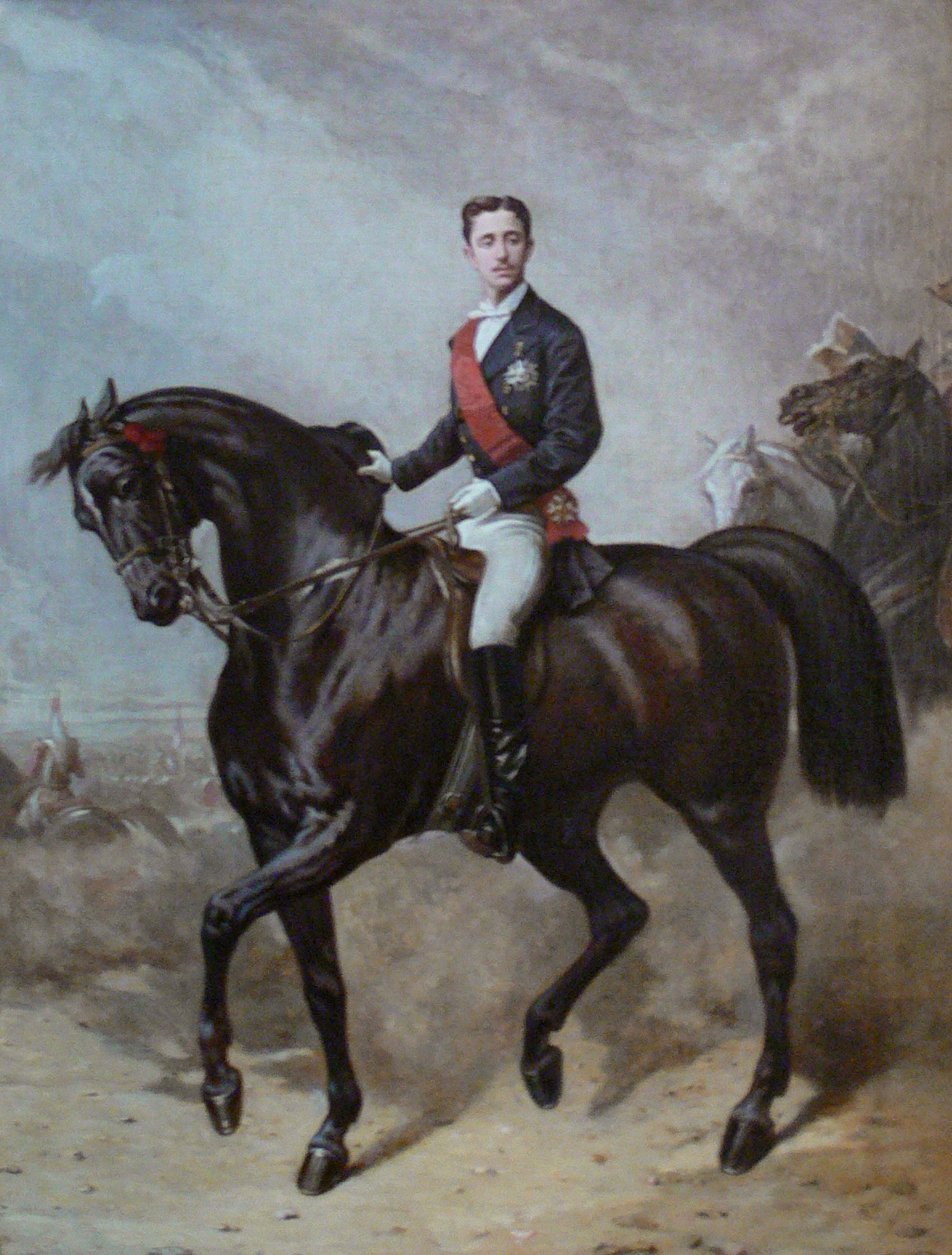
Принц империи Наполеон Эжен Бонапарт, единственный сын Наполеона III. Компьенский дворец, Музей Второй империи.
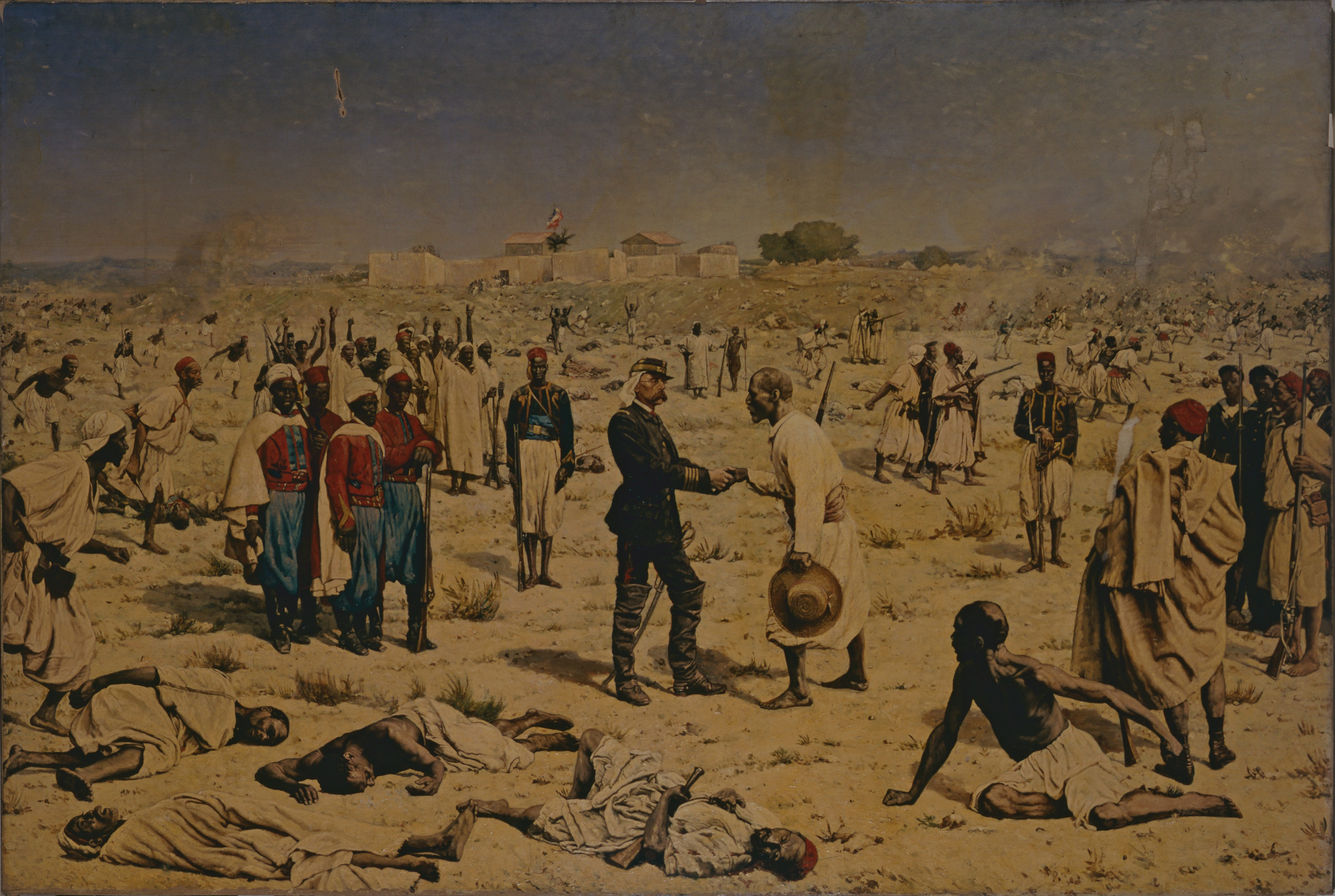
Освобождение города Медина (ныне — пригород Дакара) в Сенегале 18 июля 1857 года. Музей искусства и истории Сен-Брие, Сен-Брие, Франция.